# Goca R.I.P.
Иван Година, познатији као Гоца Рип (изв. Goca R.I.P; Загреб), хрватски је хип хоп музичар и члан групе Kuku$ Klan.
Са двојицом колега из Загреба — Миславом Кљенаком (Iso miki) и Иваном Хиљем (Hilj$on Mandela) — Година је 2013. основао хип хоп групу Kuku$ Klan.
Гоца је 21. марта 2020. објавио соло албум под називом Бесмртни. Албум је издат за продукцијску кућу Legacy и на њему се налази девет песама, а од гостију се појављује Yung Bude на песми Змије.

## Дискографија

### Албуми
KUKU$ Klan
- Flexikon (2014)
- БМК — БогатеМладеКмице (2015)
- О куку$има се не расправља (2015)
- GameChanger (feat. Shira Rodbina, 2015)
- Друго кољено (feat. Shira Rodbina, 2016)
- Триестри — Грам Туризло (2017)
- Анђели и бомбони (2018)
- Глупи тејп (2019)

Соло
- Бесмртни (2020)

### Синглови
- Нећу доћ (ft. Гидра, 2019)
- Зора (ft. Елон, 2021)